# Суньїга
Суньїга (ісп. Zúñiga) — муніципалітет в Іспанії, у складі автономної спільноти Наварра. Населення — 127 осіб (2009).
Муніципалітет розташований на відстані близько 280 км на північний схід від Мадрида, 55 км на захід від Памплони.

## Демографія
Динаміка населення (INE ):

## Галерея зображень

Розташування муніципалітету